# نورمحمد تربتی‌نژاد
نورمحمد تربتی‌نژاد چهره سیاسی اصلاح طلب و نماینده مردم گرگان و آق‌قلا، در دهمین دوره مجلس شورای اسلامی است.
او رئیس اسبق دانشگاه علوم کشاورزی و منابع طبیعی گرگان و مشاور فعلی ریاست این دانشگاه است مدرک دکترای خود را در رشته علوم دامی از کشور استرالیا کسب کرده‌است. بسیاری وی را ناجی بخش کشاورزی و دامپروری استان گلستان می‌دانند.

## نماینده گرگان و آق‌قلا در مجلس دهم
نورمحمد تربتی‌نژاد که پس از رد صلاحیت اولیه مجدداً تأیید شده بود، در دهمین دوره انتخابات مجلس شورای اسلامی، در لیست ائتلاف فراگیر اصلاح طلبان: گام دوم در گرگان حضور داشت و توانست در مرحله دوم انتخابات با کسب ۷۵٬۳۲۳ رأی از مجموع ۱۶۸٬۰۵۷ رأی مأخوذه صحیح، در رتبهٔ دوم گرگان، وارد مجلس دهم شود.
وی عضو کمیسیون کشاورزی، آب و منابع طبیعی مجلس دهم است.
وی در واکنش به لغو سخنرانی علی مطهری در مشهد توسط دادستانی و تلاش برای بازداشت محمود صادقی و جلب وی توسط دادستانی تهران، طی نامهٔ سرگشاده‌ای خطاب به علی لاریجانی رئیس مجلس دهم به این ماجرا واکنش نشان داد:
«اقدامات نامتعارف برخی از دادستانی‌ها در ممانعت از سخنرانی‌ها و جلب متهمان، جایگاه قوه قضائیه را در نظام اسلامی و نظام حقوقی بین‌الملل تضعیف می‌نماید. آنچنانکه مستحضرید رخدادهای اخیر در کشور در ارتباط با لغو سخنرانی آقای دکتر علی مطهری، نائب رئیس محترم مجلس در شهر مقدس مشهد و دستور جلب نامتعارف آقای دکتر محمود صادقی، نماینده محترم مردم در مجلس شورای اسلامی ممکن است باعث تشویش اذهان مردم انقلابی و شهید پرور در قضاوت به عملکرد دادستانی‌ها به عنوان رکن مهمی از قوه قضائیه و نمایندگان محترم به عنوان اعضای قوه مقننه شود.»